# Колоња-Гавацо Нуова (Тренто)
Колоња-Гавацо Нуова је насеље у Италији у округу Тренто, региону Трентино-Јужни Тирол.
Према процени из 2011. у насељу је живело 713 становника. Насеље се налази на надморској висини од 204 м.